# 环境、食品和乡村事务部
环境、食品和乡村事务部（英語：Department for Environment, Food and Rural Affairs， 簡稱DEFRA）是负责大不列颠及北爱尔兰联合王国环境保护、粮食生产和标准、农业、渔业和农村社区的政府部门。
英国三大構成國苏格兰、威尔士和北爱尔兰的權力下放当局与英国中央政府签署谅解备忘录，获得本区域内环境、食品和乡村等有关政务的制定执行。所以本部的权力大致限于英格兰。
本部还负责领导英国在欧盟的农业、渔业和环境事宜以及其他关于可持续发展和气候变化的国际谈判，后一项责任于2008年转移到新成立的能源和气候变化部。

## 机构沿革
本部的前身可以追溯到1970年成立「环境部」（英語：Department of the Environment）。同年10月15日，時任首相爱德华·希思合并原住房和地方政府部、运输部和公共建筑和工程部成立的。其职守为：住房和规划，地方政府，公共建筑，环境保护以及的交通运输。在1976年詹姆斯·卡拉汉首相再次将运输事务独立设立一个部。撒切尔夫人执政时，该部主导了中央集权和削弱地方政府的工作。特别是“内城政策”，这通常涉及中央牵头协商的公私合作伙伴关系和由中央政府组建的发展公司来办理，这些公司将许多城市地区的控制权从总体偏左的地方当局手中转移到中央政府手中。该部总部位于Marsham Towers，该建筑由三座独立的塔楼组成，之前由环境部的三个前身部使用。
1997年工党上台，环境部再次与运输部合并，新部门称为「环境、运输和区域事务部」（英語：Department of the Environment, Transport and the Regions, DETR），从而基本上将环境部恢复到其最初1970年的职能分工。“区域”一词则是指政府承诺建立地方政府和权力下放。
2001年为应对口蹄疫疫情，环境、运输和区域事务部的环境保护职能被分离出来并与农业部整体以及內政部的一小部分合并为新部门，是为现今的环境、食品和农村事务部。截至2008年1月，该部门拥有约9000名核心职员。本部的总部一度位于史密斯广场的SW1号。2018年迁往今址。
2008年10月，本部的气候职能与商务、企业和监管改革部（BERR）的能源职能合并创立能源和氣候變化部。